# Johanna Cornelius
Johanna Catharina Cornelius (27 tháng 2 năm 1912 - 21 tháng 6 năm 1974) là một nhà hoạt động và đoàn viên công đoàn người Nam Phi Afrikaaner. Cô từng là chủ tịch của Liên minh Công nhân May Afrikaner (GWU) sau Solly Sachs.

## Tiểu sử
Cornelius sinh ra ở Lichtenburg, Nam Phi và lớn lên ở vùng nông thôn Nam Phi với tư cách là một trong chín người con. Cả cha và ông của cô đều chiến đấu trong Chiến tranh Anglo Boer và mẹ cô bị giam giữ trong một trại tập trung trong chiến tranh. Cô và chị gái của mình, Hester Cornelius, chuyển đến Johannesburg vào những năm 1920, nơi Johanna cuối cùng bắt đầu làm việc trong một nhà máy may mặc. Cornelius làm việc như một thợ máy trong nhà máy.
Cornelius đã bị bắt và bị giam giữ trong nhà tù cho một số ngôi nhà vào năm 1932 trong khi tham gia vào một cuộc đình công của GWU. Sau khi ra tù, cô nói chuyện với các công nhân và khuyến khích họ "đòi tiền lương và tự do". Bài phát biểu của cô cũng đề cập đến Cuộc hành trình vĩ đại và Cuộc chiến Anglo Boer, tham gia "chủ nghĩa dân tộc cùng với cuộc đấu tranh giai cấp hơn là với cuộc đấu tranh dân tộc". Cô đã đến Liên Xô như một thành phần của phái đoàn công nhân vào năm 1933. Chuyến đi của cô ở đó đã giúp cô tìm hiểu thêm về chủ nghĩa cộng sản và ý thức về bình đẳng xã hội. Khi trở về từ Liên Xô, cô đã trở thành một nhà tổ chức công đoàn toàn thời gian cho GWU, làm việc từ văn phòng chính ở Germiston.